# Скоцик Віталій Євстафійович
Віталій Євстафійович Скоцик (15 березня 1972, с. Симонів, Гощанський район Рівненська область)  — український економіст та політик.

## Біографічні відомості

### Навчання
З 1989 р. студент Української сільськогосподарської академії.
Навчався в Університеті Пердью, штат Індіана США за програмою обміну студентами.
У 1998 р. здобув ступінь кандидата сільськогосподарських наук.
У 2003 р. здобув ступінь доктора економіки.
Перший в Україні доктор наук у галузі стратегічного менеджменту.
У 2008 р. став почесним професором Національного технічного університету «Харківський політехнічний інститут»
У 2010 р. став почесним членом Відділення аграрної економіки і продовольства Національної академії аграрних наук України.
У 2017 р. здобув ступінь доктора економічних наук.

### Трудова діяльність
У 1994—1995 рр. — викладач Національного аграрного університету.
У 1995—1997 рр. — керівник філії Natures Way Foods.
Із 1997 р. — працював у American Machinery Company (AMAKO).
У 2003—2012 рр. — генеральний директор American Machinery Company (AMAKO).
У 2009—2012 роках — головний виконавчий директор Landkom International. Під його керівництвом ця компанія була визнана як «Кращий агрохолдинг України» (2010—2011) та «Кращий роботодавець» (2011).
У 2012 — грудень 2014 рр. — голова наглядової ради групи компаній AMAKO. За цей час АМАКО була неодноразово  визнана переможцем у номінаціях «Краща мережа агротехнологічних центрів в Україні» (2008, 2010—2013), «Кращий роботодавець України».
У 2012—2015 рр. — завідувач кафедри конярства, кіннозаводства та економіки тваринництва Національного університету біоресурсів та природокористування України.

### Відзнаки
Нагороджений орденом «За заслуги» ІІІ ступеня (2009) [Архівовано 4 січня 2019 у Wayback Machine.]
Має численні грамоти та відзнаки за внесок у розвиток аграрної галузі України, Людина року «Менеджер року — 2009», почесний громадянин міст Лафаєт та Вест Лафаєт (США).

## Політична кар'єра
8 січня 2019 року зареєстрований кандидатом на пост Президента України як самовисуванець. В політичній рекламі до президентських виборів порівнював ситуації в Україні у 2019 році з голодомором 1933 року.

### Партійна діяльність
У 2009 р. став членом Аграрної партії України. У 2010 р. обраний заступником голови Аграрної партії України. У вересні 2014 р. обраний головою Аграрної партії України. Під його керівництвом на місцевих виборах партія здобула понад 5000 депутатських місць в місцевих радах.
Однак у вересні 2018 року, внаслідок конфлікту з іншими керівниками Аграрної партії України Віталія Скоцика відсторонено від керівництва партією.
28 листопада 2019 року очолив партію «Країна».

## Інше
Віталій Скоцик — автор науково-публіцистичної книги «Як нам жити в епоху змін?» (2016), у якій він аналізує історію та сучасність України та окреслює стратегію розвитку нашої держави у час стрімких геополітичних перетворень.
Вільно володіє англійською, російською та українською мовою[джерело?]. Виховує трьох дітей.
Продовжує науково-викладацьку діяльність на посаді професора в Національному Університеті біоресурсів та природокористування України.
Захоплюється кінним спортом, футболом, тенісом, читанням. В численних інтерв'ю полюбляє розповідати як щоліта жнивує за кермом комбайна у Гощанському районі на Рівненщині. Але згідно декларації немає у власності ані земельної ділянки в Рівненській області, ані власного комбайна, має лише два легкових автомобілі: Infiniti QX80 та Volskwagen Tiguan.
З січня 2019 року є лідером громадського руху «Аграрна платформа Віталія Скоцика».